# Janetschekella valesiaca
Janetschekella valesiaca är en mångfotingart som först beskrevs av Faes 1902.  Janetschekella valesiaca ingår i släktet Janetschekella och familjen knöldubbelfotingar. Inga underarter finns listade i Catalogue of Life.